# 韋諾納 (伊利諾伊州拉薩爾縣)
韋諾納（英語：Wenona）是一個位於美國伊利諾伊州拉薩爾縣的城市。

## 地理
韋諾納的座標為41°03′11″N 89°03′12″W / 41.05306°N 89.05333°W，而該地的平均海拔高度為212米（即696英尺）。

## 人口
根據2010年美國人口普查的數據，韋諾納的面積為1.91平方千米，均為陸地。當地共有人口1056人，而人口密度為每平方千米552.88人。